# Taylorcraft Aircraft
Taylorcraft Aviation es un fabricante de aviones que produce aviones desde hace más de 70 años en varios lugares.
La empresa fabrica pequeños aviones monomotor. El diseño de Taylorcraft es de disposición convencional: avión de dos asientos, de ala alta, recubierto de tela. El diseño básico no ha cambiado desde 1936 y hoy en día se vende como avión deportivo personal.

## Historia

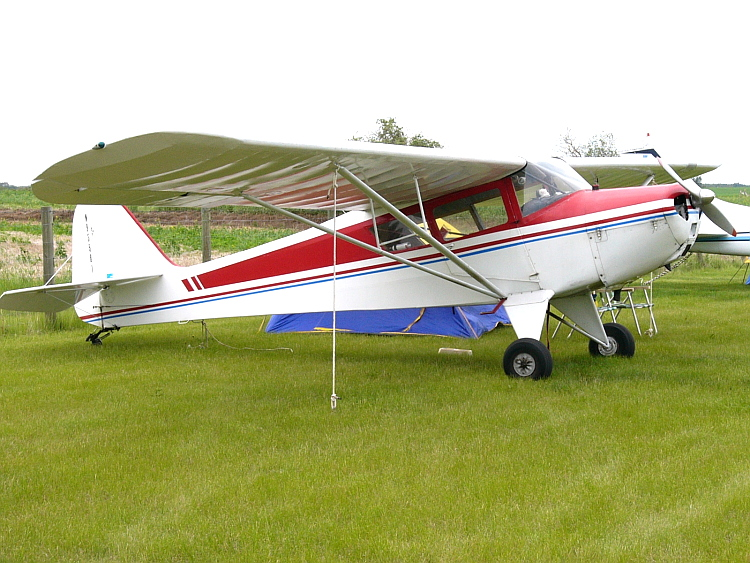
Modelo Taylorcraft BC-12-D de 1946.

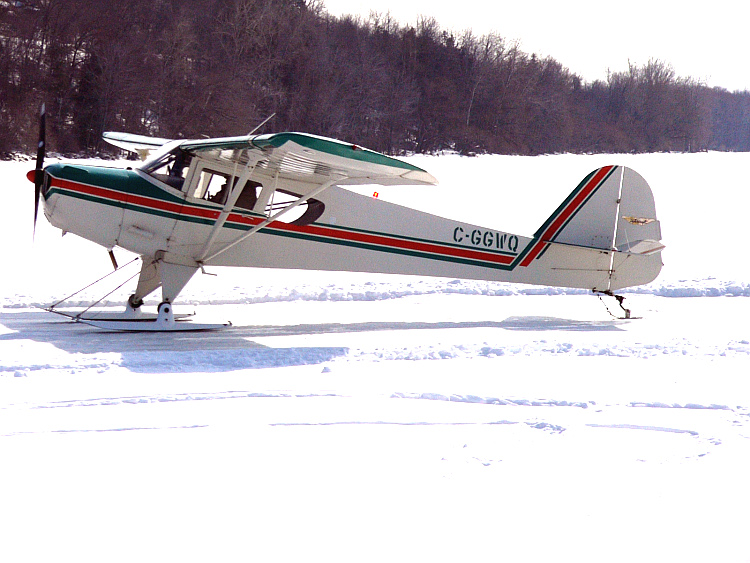
Modelo Taylorcraft F-19 de 1975 sobre esquís.

El diseñador, Clarence Gilbert Taylor, un ingeniero aeronáutico autodidacta nacido en Rochester, Nueva York, de padres que emigraron desde Inglaterra, puede ser llamado el padre de la aviación privada en Estados Unidos, ya que diseñó el Taylor Cub original en 1931 en Bradford (Pensilvania). Taylor, junto con su hermano Gordon, formaron Taylor Brothers Aircraft Corporation (lema: "Compre su avión fabricado por Taylor") en Rochester (Nueva York), en 1926, ofreciendo un monoplano biplaza de alas altas llamado "Chummy", con un precio de 4000 dólares. El Chummy no se vendió, y después de que Gordon muriera volando con otro diseño de Taylor en 1928, Clarence se mudó a Bradford, Pensilvania, donde la gente del pueblo le había ofrecido una nueva fábrica en el aeródromo local más 50 000 dólares para invertir en la empresa. Uno de los inversores fue William Thomas Piper, que había ganado su dinero con pozos petrolíferos. Piper compró la participación de Taylor en Taylor Aircraft, que luego pasó a llamarse Piper Aircraft.
Taylor se comprometió a construir un avión personal superior al Cub, por lo que formó su propia compañía en 1935 como Taylor-Young Airplane Company, rebautizada como Taylorcraft Aviation Corporation en 1939.
En 1936, Taylor alquiló unas instalaciones en el Aeropuerto de Pittsburgh-Butler y fabricó por primera vez el avión "Taylorcraft". Ese verano, la empresa se mudó a Alliance (Ohio), cuando la ciudad ofreció el uso de la antigua fábrica de biplanos Hess-Argo (28 construidos entre 1929 y 1932) sin alquiler durante un período de seis meses, con opción de compra por 48 000 dólares.
Durante la Segunda Guerra Mundial, los aviones ligeros se utilizaron con fines de entrenamiento, enlace y observación. El modelo DCO-65 de Taylorcraft fue llamado L-2 por las Fuerzas Aéreas del Ejército de los Estados Unidos y sirvió junto con la versión militar del Piper Cub. Taylorcraft Airplanes Ltd., una filial con sede en Thurmaston, Leicestershire, Inglaterra, desarrolló el Taylorcraft Model D y el Auster Mk. I hasta el Mk. V, que se convirtió en el avión columna vertebral del servicio AOP (puesto de observación aérea) británico y de los tres escuadrones AOP canadienses, los No. 664 Squadron, No. 665 Squadron, y No. 666 Squadron de la RCAF.

### Taylorcraft Inc.
En el otoño de 1946, la producción se detuvo tras un incendio en la fábrica de Taylorcraft en Alliance, Ohio, y la empresa se declaró en quiebra.  En 1949, C.G. Taylor compró los activos de la empresa anterior y fundó una nueva empresa, Taylorcraft, Inc., en Conway (Pensilvania).  La empresa reinició la producción del BC-12D Traveler y del BC-12-85D Sportsman. La empresa produjo pocos aviones; los certificados de tipo se vendieron a Univair y se detuvo la producción. 

### Taylorcraft Aviation Corporation
En 1971, la Taylorcraft Aviation Corporation, propiedad de Charles Feris, volvió a poner en producción el Model 19 como F-19 Sportsman y añadió el modelo F-21. Feris murió en 1976 y la producción continuó a bajo ritmo hasta 1985. Charles Ruckle compró la empresa en 1985 y trasladó la operación a Lock Haven, Pensilvania, donde produjo 16 aviones antes de quebrar en 1986 y poner la empresa a la venta.

### Aircraft Acquisition Corporation
La empresa con sede en Virginia Occidental se creó para certificar un nuevo modelo y desarrollar una red de distribución. Los activos se vendieron al inversor clave East Kent Capitol.

### Recuperación de 2008
El 21 de febrero de 2008, la empresa fue recuperada por su antiguo propietario, Taylorcraft 2000 LLC. Los propietarios anteriores habían recibido pedidos de nuevos puntales para aviones existentes para aliviar las inspecciones repetitivas de la Directiva de Aeronavegabilidad y están entregando puntales a los clientes. Se han puesto a la venta las certificaciones de tipo, planos, plantillas y piezas del diseño.

## Aeronaves

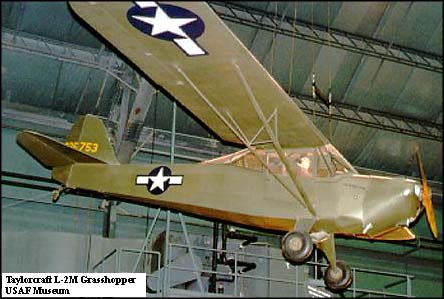
Taylorcraft L-2M en el Museo Nacional de la Fuerza Aérea de los Estados Unidos.

| Nombre del modelo          | Primer vuelo | Número construido | Tipo                                 |
| -------------------------- | ------------ | ----------------- | ------------------------------------ |
| Taylor Cub                 |              |                   | Monoplano monomotor biplaza          |
| Taylorcraft A              |              |                   | Monoplano monomotor biplaza          |
| Taylorcraft B              |              |                   | Monoplano monomotor biplaza          |
| Taylorcraft D              | 1941         | 3170              | Monoplano monomotor biplaza          |
| Taylorcraft L-2            |              | +1980             | Versión militar del Model D          |
| Taylorcraft LBT            | 1944         | 25                | Bomba planeadora                     |
| Taylorcraft TG-6           |              | 250               | Versión planeador del L-2            |
| Taylorcraft 15             |              | 31                | Monoplano monomotor de cuatro plazas |
| Taylorcraft 16             |              | 1                 | Monoplano monomotor                  |
| Taylorcraft 18             |              | 1                 | Monoplano monomotor de cuatro plazas |
| Taylorcraft F-19 Sportsman | 1973         | 120               | Monoplano monomotor biplaza          |
| Taylorcraft 20             | 1955         | 38                | Monoplano monomotor de cuatro plazas |
| Taylorcraft F-21           |              | 43                | Monoplano monomotor de dos plazas    |
| Taylorcraft F-22           |              |                   | Versión triciclo del F-21            |